# Palola
Palola é um gênero de poliquetas pertencente à família Eunicidae.
O gênero tem distribuição quase cosmopolita, exceto regiões setentrionais.

## Espécies
- Palola accrescens (Hoagland, 1920)
- Palola brasiliensis Zanol, Paiva & Attolini, 2000
- Palola ebranchiata (Quatrefages, 1866)
- Palola edentulum (Ehlers, 1901)
- Palola esbelta Morgado & Amaral, 1981
- Palola leucodon (Ehlers, 1901)
- Palola madeirensis (Baird, 1869)
- Palola pallidus Hartman, 1938
- Palola paloloides (Moore, 1909)
- Palola siciliensis (Grube, 1840)
- Palola simplex (Peters, 1854)
- Palola valida (Gravier, 1900)
- Palola vernalis (Treadwell, 1922)
- Palola viridis Gray in Stair, 1847